# Vojnić
Vojnić (srbsky Војнић) je vesnice a sídlo stejnojmenné opčiny v Chorvatsku. Nachází se na východě Karlovacké župy, asi 21 km jihovýchodně od Karlovace. V roce 2011 žilo ve Vojnići 1 221 obyvatel, v celé opčině pak 4 764 obyvatel. V roce 1991 byla v opčině naprostá převaha obyvatel srbské národnosti (1 056 Srbů na 51 Chorvatů, srbských obyvatel 87,7 %), i v roce 2011 byla většina obyvatel (44,71 %) srbské národnosti. Je zde převážně pravoslavné křesťanství, v menší míře pak katolické a 742 obyvatel opčiny vyznává islám.
V opčině se nachází celkem 45 obydlených, převážně malých vesnic, z nichž většina nedosahuje 100 obyvatel. Největší vesnicí v opčině je samotný Vojnić s 1 221 obyvateli, dalšími většími vesnicemi jsou Vojišnica, Kupljenovo a Svinica Krstinjska. Počet obyvatel opčiny i jejího střediska výrazně klesá.
- Brdo Utinjsko – 73 obyvatel
- Bukovica Utinjska – 80 obyvatel
- Donja Brusovača – 122 obyvatel
- Dunjak – 39 obyvatel
- Džaperovac – 12 obyvatel
- Gaćeša Selo – 46 obyvatel
- Gejkovac – 183 obyvatel
- Gornja Brusovača – 33 obyvatel
- Jagrovac – 44 obyvatel
- Johovo – 36 obyvatel
- Jurga – 89 obyvatel
- Kartalije – 43 obyvatel
- Kestenovac – 10 obyvatel
- Klokoč – 64 obyvatel
- Klupica – 11 obyvatel
- Ključar – 86 obyvatel
- Knežević Kosa – 119 obyvatel
- Kokirevo – 43 obyvatel
- Kolarić – 195 obyvatel
- Krivaja Vojnićka – 21 obyvatel
- Krstinja – 82 obyvatel
- Kupljensko – 317 obyvatel
- Kusaja – 45 obyvatel
- Lipovac Krstinjski – 7 obyvatel
- Lisine – 11 obyvatel
- Loskunja – 58 obyvatel
- Malešević Selo – 44 obyvatel
- Mandić Selo – 65 obyvatel
- Međeđak Utinjski – 62 obyvatel
- Miholjsko – 123 obyvatel
- Mracelj – 116 obyvatel
- Mračaj Krstinjski – 7 obyvatel
- Petrova Poljana – 17 obyvatel
- Podsedlo – 76 obyvatel
- Prisjeka – 24 obyvatel
- Radmanovac – 33 obyvatel
- Radonja – 103 obyvatel
- Rajić Brdo – 26 obyvatel
- Svinica Krstinjska – 253 obyvatel
- Široka Rijeka – 161 obyvatel
- Štakorovica – 23 obyvatel
- Utinja Vrelo – 18 obyvatel
- Vojišnica – 404 obyvatel
- Vojnić – 1 221 obyvatel
- Živković Kosa – 119 obyvatel

Nachází se zde i zaniklá vesnice Selakova Poljana.
Opčinou procházejí silnice D6 a D216.